# El Abiodh Sidi Cheikh
El Abiodh Sidi Cheikh est une commune de la wilaya d'El Bayadh en Algérie, située dans le piémont saharien.
Centre de la grande tribu des Ouled Sidi Cheikh, elle abrite le mausolée de Sidi Cheikh qui fait l'objet d'un pèlerinage annuel important. C'est la deuxième commune la plus peuplée de la wilaya.

## Géographie

### Situation
Le territoire de la commune d'El Abiodh Sidi Cheikh se situe au sud de la wilaya d'El Bayadh, à 130 km au Sud-Ouest d'El Bayadh.
| Boussemghoun, El Bnoud | El Mehara, Arbaouat        | Brezina |
| El Bnoud               | El Abiodh Sidi Cheikh      | Brezina |
| El Bnoud               | Tinerkouk (Wilaya d'Adrar) | Brezina |

### Localités de la commune
La commune d'El Abiodh Sidi Cheikh est composée de treize localités :
- Ouled Sidi Cheikh
- Ouled Sidi el Hadj Bahous
- Ouled Sidi el Hadj Ben Cheikh
- Ouled Abd Krim ( El Krarma )
- Djeramna
- El Abiodh Sidi Cheikh
- Nouaoura
- Ouled Aïssa (en partie)
- Ouled Amara
- Ouled Moulay el chourfa (enfants de ali ben abi taleb 3alih salam)
- Ouled Sid Hadj Ahmed
- Ouled Sidi Brahim
- Ouled Sidi M'Hamed
- Ouled Ziad

### Climat
Le climat à El Abiodh Sidi Cheikh, est désertique froid. La classification de Köppen est de type BWk. La température moyenne est de 17.7 °C et la moyenne des précipitations annuelles ne dépasse pas 150 mm.
| Mois                              | jan. | fév. | mars | avril | mai  | juin | jui. | août | sep. | oct. | nov. | déc. | année |
| --------------------------------- | ---- | ---- | ---- | ----- | ---- | ---- | ---- | ---- | ---- | ---- | ---- | ---- | ----- |
| Température minimale moyenne (°C) | 2,3  | 3    | 6    | 9     | 13,6 | 19   | 22,4 | 22   | 17   | 12   | 6,4  | 3    |       |
| Température moyenne (°C)          | 7,3  | 9    | 12   | 16    | 20   | 26   | 29,9 | 29   | 24   | 17,9 | 12   | 8    | 17,7  |
| Température maximale moyenne (°C) | 12,4 | 15   | 18   | 23    | 26,9 | 33,6 | 37,4 | 36,2 | 31   | 23,5 | 18   | 13   |       |
| Précipitations (mm)               | 15   | 5    | 16   | 14    | 11   | 4    | 2    | 4    | 17   | 20   | 13   | 17   | 138   |

| Diagramme climatique                                  |      |       |       |            |         |           |         |      |          |         |       |
| J                                                     | F    | M     | A     | M          | J       | J         | A       | S    | O        | N       | D     |
| 12,42,315                                             | 1535 | 18616 | 23914 | 26,913,611 | 33,6194 | 37,422,42 | 36,2224 | 3117 | 23,51220 | 186,413 | 13317 |
| Moyennes : • Temp. maxi et mini °C • Précipitation mm |      |       |       |            |         |           |         |      |          |         |       |

## Histoire

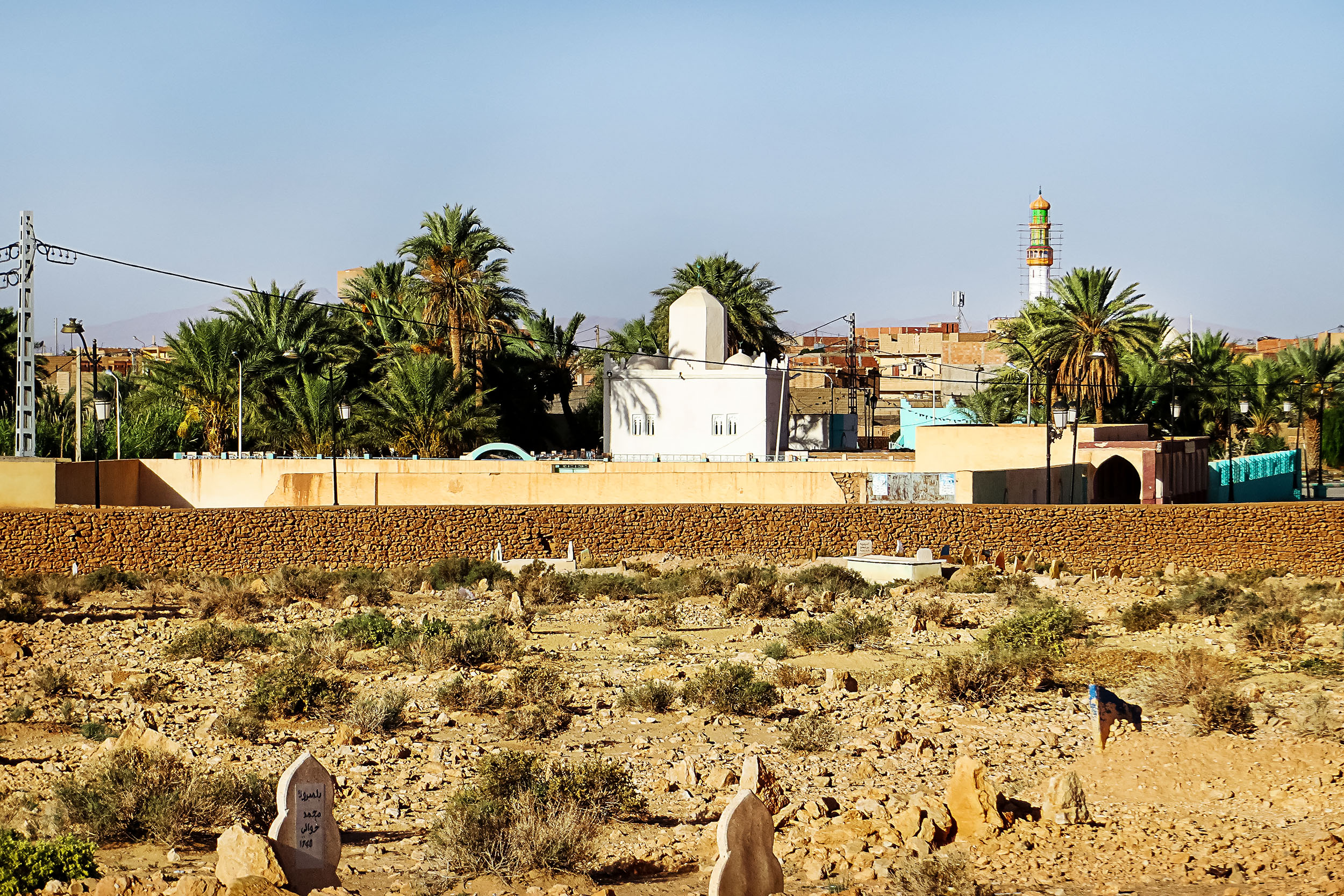
Cimetière de Labiodh Sidi Cheikh

La genèse de la ville est liée à une zaouia, traditionnellement tournée vers le Sahara. Elle est le centre de la grande tribu des Ouled Sidi Cheikh, qui a mené des insurrections en 1863 et 1881, contre l'armée française.
Au XXe siècle, elle devient un point important de fixation des nomades. La motorisation accélérée grâce aux aides de l'État a permis de maintenir les campements sur les pâturages mais a accéléré la sédentarisation en ville.

## Administration
El Abiodh Sidi Cheikh devient une commune de plein exercice le 12 décembre 1958. Après l'indépendance, elle est rattachée d'abord à la wilaya de Saïda, puis à celle d'El Bayadh.
En 2019, le gouvernement algérien a annoncé la création de la wilaya déléguée d'El Abiodh Sidi Cheikh.

## Urbanisme

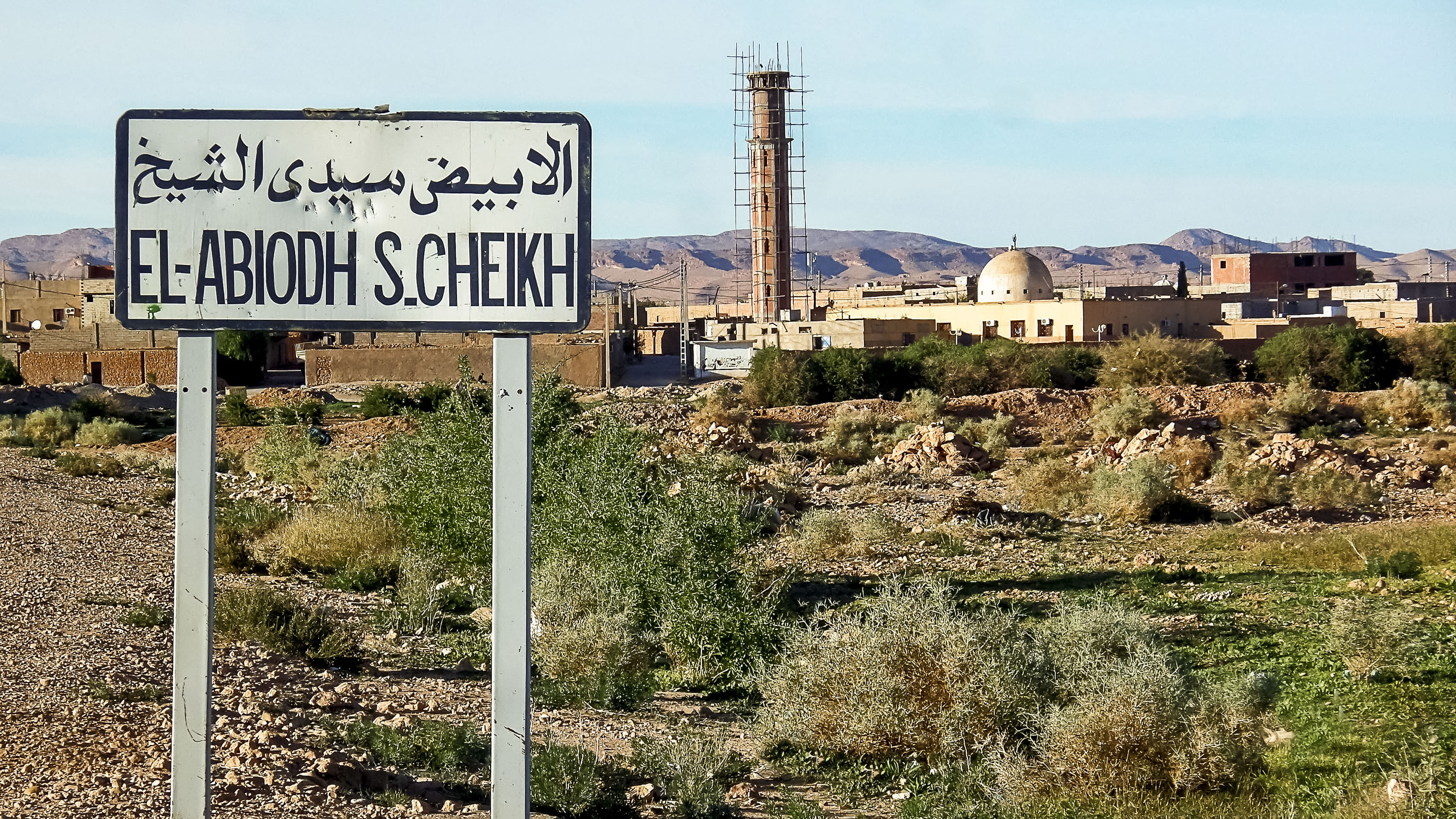
Vue sur les environs de la ville.

La ville est fragmentée dans laquelle, au ksar dédoublé, sont venus s'ajouter des quartiers nomades où ils se regroupent suivant les fractions ethniques d'origine et les nouveaux quartiers nés des programmes d'aménagement de l'État algérien, habités surtout par les fonctionnaires et les habitants venus du Nord pour encadrer la nouvelle administration locale . Les cultures irriguées se sont développées autour de la ville pour faire face à cet afflux.

## Démographie
Selon le recensement général de la population et de l'habitat de 2008, la population de la commune d'El Abiodh Sidi Cheikh est évaluée à 24 949 habitants, l'agglomération chef-lieu compte 24 785 habitants. C'est la deuxième commune la plus peuplée de la wilaya d'El Bayadh.
La ville a connu un exode rural important à la suite de la sédentarisation des nomades, sous l'effet de sécheresse. Sa population était 2 400 habitants en 1962.
| 1962  | 1985   | 1998   | 2008   |
| ----- | ------ | ------ | ------ |
| 2 400 | 12 000 | 20 675 | 24 949 |

## Patrimoine et culture

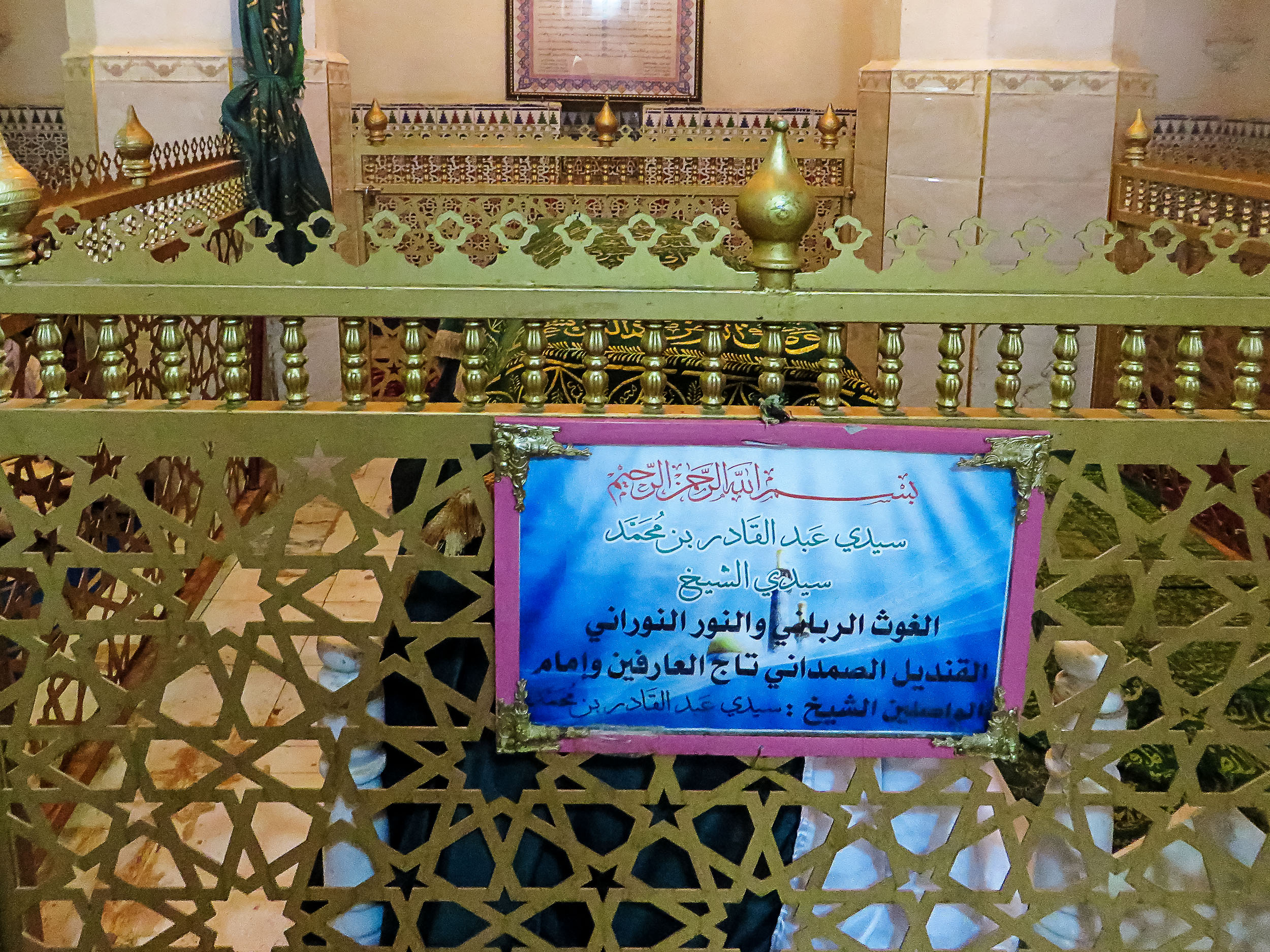
Tombeau de Sidi Cheikh.

La ville organise une waâda annuelle (une sorte de pèlerinage) appelée « rekb Sidi Cheikh » par les habitants de la région, célébrant l'héritage spirituel du saint personnage de la région, Sidi Cheikh. Ce pèlerinage est classé au patrimoine mondial immatériel protégé de l'Unesco, depuis 2013.
Le mausolée de Sidi Cheikh et la chapelle catholique sont classés au patrimoine culturel algérien.

## Personnalité liée à la commune
- Abd el-Qader Ben Mohammed dit « Sidi Cheikh », saint personnage du XVIIe siècle, figure spirituelle de la région[9]